# Tecnopedagogía
La pedagogía es la ciencia de la educación que planifica, analiza, desarrolla y evalúa procesos de enseñanza y aprendizaje. De esta forma, al proceso cuyo objetivo es combinar la pedagogía y la tecnología para lograr con ello una mayor optimización del aprendizaje, se denomina diseño tecnopedagógico o tecnopedagogía.
Por ello, la tecnopedagogía o pedagogía digital busca aplicar los distintos métodos pedagógicos a las nuevas tecnologías en entornos de enseñanza-aprendizaje con el fin de cumplir unos objetivos estratégicos. En este caso, podemos hacer uso de herramientas, plataformas virtuales y prácticas digitales para utilizar de forma combinada y correcta la tecnología y la pedagogía.

## Diseñador tecno-pedagógico
La figura de diseñador tecno-pedagógico ha surgido a raíz del concepto de tecnopedagogía. Este es entendido como un experto que posee amplios conocimientos tanto en pedagogía como en el uso de las TIC, lo cual le permite elaborar un diseño educativo basado en procesos de enseñanza-aprendizaje óptimos.
Por ello, un diseñador tecno-pedagógico contaría con las siguientes habilidades y competencias:
1. Seleccionar y agrupar material didáctico, diseñando así de forma óptima ambientes y recursos de aprendizaje eficaces y adaptados al avance del mundo.[6]
2. Crear metodologías innovadoras mediante el uso de las TIC.[7][8]
3. Evaluar y proponer mejoras a problemas surgidos resultantes de procesos de diseño de recursos.

## Enfoques metodológicos tecnopedagógicos
Entre los distintos enfoques metodológicos,4 algunos surgidos a raíz del uso de las tecnologías en el ámbito educativo y que forman parte de la tecnopedagogía, son los siguientes:
- E-learning
- B-learning
- M-learning
- U-learning
- Breakout
- Flipped classroom
- Marco digital de aprendizaje
- Gamificación